# 哲學大綱
这篇大纲是哲学的总览和引导。
哲学是研究关于如存在、价值、理性、心灵、语言的普遍和基础的学问。它不同于别的研究这种基础性问题的东西（如神秘主義、迷思或宗教），因为它具有批判性，有系统的研究方法，而且依赖理性论证。它包含了对语言的逻辑分析，对词语和概念的意义的澄清，是一套观念，关于生命和宇宙的信念，而这些恰恰是我们常常不假思索地相信着的。“哲学”一词，来自希腊语“菲罗索非亚”（φιλοσοφία），字面意义是“爱智慧”。

## 哲学领域与分支
哲学的不同分支，被分进了哲学的不同领域：

### 美学
美学研究美、艺术、品味，以及对个人性事实的创造，请参阅美学。
- 应用美学（英语：Outline of aesthetics） – 将美学应用于艺术与文化。

美学
- 象征主义
- 浪漫主义
- 历史主义
- 古典主義
- 現代主義
- 后现代主义
- 精神分析理论

### 知识论
知识论研究知识的来源、本质和有效性。知识论关切这些问题：
1. 知识与信念有什么不同？
2. 我们能够知道什么？
3. 知识从哪里来？
4. 有客观的知识吗？

知识论
- 真理融貫論
- 建构主义认识论（英语：Constructivist epistemology）
- 语境主义
- 体化认知
- 经验主义
- 可謬論
- 基础主义
- 整全觀
- 无穷主义（英语：Infinitism）
- 固有观念说（英语：Innatism）
- 内在主义与外在主义（英语：Internalism and externalism）
- 朴素实在论（英语：Naïve realism）
- 自然主义认知论（英语：Naturalized epistemology）
- 客觀主義
- 现象主义
- 实证主义
- 还原论
- 可靠主义（英语：Reliabilism）
- 代表现实主义（英语：Representative realism）
- 理性主义
- 情境認知（英语：Situated cognition）
- 怀疑主义
- 理型論
- 先验唯心论
- 均變論

### 伦理学
伦理学 – 研究对错、善恶、好坏。
- 應用倫理學 – 对一些个人或社会生活中有关道德判断的特殊问题，从道德的立场，进行哲学的审视。因此它尝试使用哲学方法。在人类生活的很多方面，去辨认道德上正确的行为。
  - 决策伦理学（英语：Outline of ethics） – 关于决策过程的伦理学理论。
  - 環境倫理 – 研究非人类世界的伦理问题，影响范围包括：环境法律、环境社会学、生态神学、生態經濟學、经济学、环境地理学。
  - 專業倫理 – 改进专业主义professionism的伦理学。
    - 计算机伦理 – 处理计算机专业的人应该如何做出关于专业和社会行为的问题。
      - 人工智能伦理 – 特别针对机器人和其他人工智能的生物。

    - 研究 – 基本性的伦理原则的应用，在包括科学研究之内的很多方面都起着作用。

  - 生物倫理學 – 研究格外有争议的伦理问题。因为生物和医药学的进步，新的情景和可能性出现，这些伦理问题因而应当得到重视。
    - 醫學倫理學 – 提高人类基本的健康需要的伦理学。

  - 商业伦理 – 基于个人发展自己，在商业环境上的道德考量。
  - 组织伦理 – 组织之间的伦理学。
  - 社会伦理 – 国家间以及全球的伦理。
- 描述倫理學 – 研究人关于道德性的信念。
- 規範倫理學 – 规范人们应该怎么行动，是它的研究对象。
- 元伦理学 – 寻求理解伦理学性质、陈述、态度、判断的本质。

伦理学
- 結果主義
- 义务伦理学
- 德性倫理學
- 道德现实主义（英语：Moral realism）
- 道德相对主义
- 错误论（英语：Error theory）
- 非認知主義
- 伦理自我中心主义（英语：Ethical egoism）
- 文化相對論
- 演化伦理学
- 道德演化

### 逻辑学
逻辑学 – 系统研究有效推理和理性的学问，参见逻辑学。
- 命题逻辑
- 一阶逻辑
- 模态逻辑

逻辑
- 经典逻辑
- 中间逻辑
- 直觉主义逻辑
- 最小逻辑（英语：Minimal logic）
- 相干逻辑
- 仿射逻辑（英语：Affine logic）
- 线性逻辑
- 有序逻辑（英语：Ordered logic (linear logic)）
- 双面真理说

### 形而上学
形而上学 – 尝试回答：根本上有什么存在？是什么样的？参见形而上学。
- 本体论 – 研究自然、变化、存在、实在性，以及存在者的范畴的本质，和它们间的关系。
- 心灵哲学 – 研究心灵、精神状态、精神功能、精神性质、意识的本质，以及它们与物理的物体，尤其是大脑之间的关系。
- 时空哲学 – 关于本体论、认识论、时空的特点等。
- 行動理論、行动哲学

形上學
- 反现实主义（英语：Anti-realism）
- 二元論
- 自由意志
- 唯物主义
- 生命的意義
- 唯心主義
- 存在主义
- 本质主义
- 自由意志主义
- 決定論
- 自然主义
- 一元论
- 柏拉图理念论（英语：Platonic idealism）
- 现象主义
- 虚无主义
- 實在論
- 物理主义
- MOQ（英语：Pirsig's metaphysics of Quality）
- 相對主義
- 科學實在論
- 唯我論
- 主观主义
- 实质论
- 类型论
- 湧現論
- 流溢说

### 其他哲学分支

#### 政治哲学
政治哲学
- 无政府主义
- 威权主义
- 保守主义
- 自由主义
- 自由意志主義
- 社會民主主義
- 社会主义

#### 语言哲学
语言哲学
- 指称的因果理论（英语：Causal theory of reference）
- 意义对比理论（英语：Contrast theory of meaning）
- 对比主义（英语：Contrastivism）
- 因袭主义（英语：Conventionalism）
- 克拉蒂卢斯主义（英语：Cratylism）
- 解構主義
- 名称的摹状词理论（英语：Descriptivist theory of names）
- 直接指称理论（英语：Direct reference theory）
- 戏剧主义（英语：Dramatism）
- 表现主义
- 语言决定论（英语：Linguistic determinism）
- 逻辑原子主义（英语：Logical atomism）
- 逻辑实证主义
- 指称理论（英语：Mediated reference theory）
- 唯名論
- 非認知主義
- Phallogocentrism
- Quietism
- 相关性理论（英语：Relevance theory）
- 语义外在主义（英语：Semantic externalism）
- 语义全体主义（英语：Semantic holism）
- 結構主義
- Supposition theory
- Symbiosism
- Theological noncognitivism
- 摹状词理论
- Verification theory

#### 心灵哲学
心灵哲学
- 行为主义
- 生物自然主义
- 意识
- Disjunctivism
- 二元论
- 取消唯物论
- 显现唯物论
- Enactivism
- 副现象主义
- 功能主义
- 同一理论
- 唯心主義
- 互动主义（英语：Interactionism (philosophy of mind)）
- 唯物主义
- 一元论
- 中立一元論
- 泛心论
- 现象主义
- 現象學
- 物理主义
- 性质二元论
- 心智表徵
- Sense datum theory
- 唯我論
- 二元論
- 感质

#### 宗教哲学
宗教哲学
- 宗教理论
- 无宇宙论
- 不可知论
- 泛靈論
- 反宗教
- 无神论
- 法
- 自然神论
- Divine command theory
- Dualistic cosmology
- 西方秘契主義
- Exclusivism
- 存在主义
  - 存在主義神學
  - Agnostic（英语：Agnostic existentialism）
  - Atheist（英语：Atheist existentialism）
- 婦女神學
- 信仰主義
- 原教旨主義
- 諾斯底主義
- 单一主神论
- 人文主义
  - Religious
  - 世俗人文主义
  - 基督教人文主义
- 宗教包容主義
- 一元论
- 一神論
- 神秘主義
- 自然主义
  - 形而上自然主義
  - Religious（英语：Religious naturalism）
  - Humanistic（英语：Humanistic naturalism）
- 新纪元运动
- Nondualism
- 非有神论
- 泛自然神論
- 泛神论
- 长青哲学
- 多神論
- Process theology
- Spiritualism
- 萨满教
- 道（英语：East Asian religions）
- 有神论
- 超验主义

##### 各主要宗教哲学
- 佛教哲学
- 基督教哲学
- 印度教哲学
- 伊斯兰哲学
- Jain philosophy
- 猶太教哲學

#### 科学哲学
科学哲学
- Confirmation holism实证整体论
- 真理融貫論
- 语境主义语境主义
- Conventionalism
- Deductive-nomological model
- 決定論
- 经验主义
- 可謬論
- 基础主义
- Hypothetico-deductive model
- Infinitism
- 工具主義
- 人工智能哲學
- 实证主义
- 实用主义
- 理性主义
- Received view of theories
- 还原论
- Semantic view of theories
- 科學實在論
- 科学主义
- Scientific anti-realism
- 怀疑论
- 均變論
- 活力論

### 其他哲学议题
- 元哲学
- 教育哲學
- 历史哲学
- 法律哲学
- 数学哲学
- 環境哲學

## 哲学史
关于哲学本身的历史。

### 古代哲学
- 智辩家
- 伊比鳩魯學派
- 柏拉图主义
- 亞里斯多德主義
- 斯多葛主義

### 西方哲学
- 中世紀哲學  （经院哲学）
- 文艺复兴时期哲学
- 近代哲學

### 东方哲学
- 伊斯兰哲学
- 印度哲学
- 中国哲学

### 当代哲学
- 分析哲學
- 歐陸哲學

## 哲学理论与流派

### 主要流派
哲学体系列表
- 分析哲學
- 歐陸哲學
- 東方哲學

### 哲学的运动
哲学运动

| - 诸子百家 - 佛教 - 数论 - 柏拉圖實在論 - 亞里斯多德主義 - 毕达哥拉斯主义 - 皮浪主义 - 伊比鳩魯學派 (享樂主義) - 斯多葛主義 - 犬儒主义 - 吠檀多 - 大乘佛教 - 宋明理學 - 新柏拉图主义 - 伊斯兰教义学 - 经院哲学 | - 经验主义 - 存在主义 - 德国唯心主义 - 邏輯主義 - 逻辑实证主义 - 马克思主义 - 現象學 - 後結構主義 - 实用主义 - 理性主义 - 結構主義 - 功利主義 - 京都學派 - 新经院哲学 - 新儒家 - 新佛教 - 新吠陀哲学 - 國學 - 过程哲学 - 分析的 - 歐陸哲學 |

## 哲学文献
- Blackwell Companion to Philosophy
- 《西方哲学史》，伯特兰·罗素著
- 《哲学史（英语：A History of Philosophy (Copleston)）》，弗雷德里克·科普爾斯頓著